# El novato
El novato (The Rookie, según su título original en inglés) es una película dramática dirigida por John Lee Hancock, protagonizada por Dennis Quaid y estrenada por primera vez en Estados Unidos el 29 de marzo de 2002. En España se estrenó el 7 de noviembre de 2003.

## Argumento
Jim Morris (Dennis Quaid) es un jugador de béisbol que nunca logró salir de las ligas menores, y al que una lesión en el hombro puso fin a su carrera hace quince años. Ahora es un hombre casado y con hijos, profesor de química y entrenador de béisbol en un instituto de Texas. Un día, su equipo le propone un trato: si consiguen ganar el campeonato regional, Jim tendrá que presentarse a probar suerte a las pruebas de un equipo de Grandes Ligas. La apuesta es un gran desafío para el equipo, que pasa de ser uno de los peores a ganar el campeonato por primera vez en la historia del instituto. Jim se ve obligado a cumplir su parte del trato, y se presenta a unas pruebas en las que todo el mundo se ríe de él hasta que se coloca en su posición de lanzador y deja atónitos a los ojeadores al conseguir varias bolas rapidísimas a 167 km por hora. Así es como ficha por los Devil Rays (Mantarayas), un equipo de la ciudad de Tampa. Jim tendrá que lanzar muchas bolas antes de conseguir llegar a lo más alto, pero ahora nada ni nadie puede detenerlo.

## Recepción crítica y comercial
Según la página de Internet Rotten Tomatoes obtuvo un 82% de comentarios positivos, llegando a la siguiente conclusión: «Una película con gran corazón, 'El novato', se beneficia de una dirección sobria y una interpretación conmovedora que Dennis Quaid le brinda a su personaje Jim Morris.»
Según la página de Internet Metacritic obtuvo críticas positivas, con un 72%, basado en 31 comentarios de los cuales 26 son positivos.
Recaudó 75 millones de dólares en Estados Unidos. Sumando las escasas recaudaciones internacionales la cifra asciende a 80 millones. Su presupuesto fue de 22 millones.

## DVD y Blu-ray
En España, El novato salió a la venta en formato DVD el 31 de agosto de 2004. El disco contiene menús interactivos, acceso directo a escenas, comentarios en audio, una explicación sobre la inspiración original en la que se basa la historia y escenas eliminadas.
En España, El novato salió a la venta en formato Blu-ray el 22 de abril de 2008. El disco contiene un menú interactivo, imágenes de archivo que muestran el rodaje «detrás de las cámaras», escenas eliminadas con introducción del director, comentarios en audio del director John Lee Hancock y del actor Dennis Quaid, la fase de entrenamiento de béisbol llamada en inglés spring training (entrenamiento de primavera) y explicaciones sobre la historia original de Jim Morris, la historia en la que se basa la película.